# 노르트 지방

노르트 지방의 위치

노르트 지방(포르투갈어: Região Norte, IPA: ʁɨʒiˈɐ̃w ˈnɔɾt(ɨ) "북부 지방")은 포르투갈의 북쪽에 위치한 지방이다. 이 지방은 산림이 울창하게 퍼져있으며, 큰 역사적, 문화적 가치를 지니고 있다. 지방의 중심 도시는 포르투이다. 2011년 통계에 따르면 3,689,173명의 주민이 거주하고 있으며, 면적은 21,278 km2로 제곱킬로미터당 173명의 인구밀도를 보여준다. 포르투갈 본토를 구성하는 다섯 개 지방의 하나로, 유럽 연합의 통계지역단위명명법(NUTS) 2단계에 해당한다. 북부 포르투갈은 도시와 촌락이 매우 비슷한 모습을 보이는 다른 지방들과는 달리, 이웃한 도시들과 촌락들 사이에 역사적으로 경쟁이 심해 문화적으로 다양한 모습을 쉽게 발견할 수 있다.

## 하위 단위

### 준지방
- 알투트라주스몬트스 (Alto Trás-os-Montes)
- 아브 (Ave)
- 카바두 (Cávado)
- 도우루 (Douro)
- 엔트르도우루이보우가 (Entre Douro e Vouga)
- 그란드포르투 (Grande Porto)
- 미뉴리마 (Minho-Lima)
- 타메가 (Tâmega)

### 현
- 브라가 현
- 브라간사 현
- 포르투 현
- 비아나두카스텔루 현
- 빌라헤알 현
- 아베이루 현*
- 구아르다 현*
- 비제우 현*

- * 표시는 여러 지방에 걸쳐있는 현